# Фридрих I (герцог Швабии)
Фридрих I фон Штауфен (нем. Friedrich I  von Staufen) или Фридрих фон Бюрен (нем. Friedrich von Büren; до 1050 — 4 июня 1105) — герцог Швабии с 1079, старший сын графа Рисгау Фридриха фон Бюрен и Хильдегарды, дочери графа Гуго V фон Эгисхейм-Дашбург, родоначальник династии Гогенштауфенов.

## Биография
Фридрих I происходил из знатного швабского рода, родовые владения которого находились в районе Рисгау. Отец Фридриха был рано умерший Фридрих фон Бюрен. Позднейшие исследователи предположили, что он был сыном пфальцграфа Швабии Фридриха II. Кроме того, от матери Фридриху I достались владения в Эльзасе.
Начиная с Фридриха I род получил наименование Штауфен (позже Гогенштауфен) в честь построенного в конце XI века замка Штауфен.
В 1077 году герцог Швабии Рудольф Рейнфельденский был провозглашён противниками императора Священной Римской империи Генриха IV королём Германии. В ответ Генрих IV объявил владения Рудольфа конфискованными и в начале 1079 года отдал Швабию Фридриху фон Бюрену, который ранее в исторических источниках не упоминался, но который, судя по всему, был одним из сторонников императора и имел в Швабии владения. 24 марта того же года император в Регенсбурге обручил с Фридрихом свою дочь Агнес. Сам брак был заключён в 1086 или 1087 году.
С этого момента Фридрих выступал как сторонник императора против восставших князей. В первую очередь ему пришлось бороться со сторонниками бывшего антикороля Рудольфа Рейнфельденского. Фридрих участвовал во всех военных походах императора против Рейнфельденов, Вельфов и Церингенов. Он участвовал в битве при Фларххейме, состоявшейся 27 января 1080 года, в которой императорская армия была разбита Рудольфом. 15 октября того же года состоялась битва при Эльстере, также завершившейся поражением императора, но в ней Рудольф потерял руку и на следующий день умер. Эта смерть ослабила позиции противников Генриха IV. Гибель Рудольфа не прекратила сопротивление Фридриху в Швабии, где сопротивление возглавили сын Рудольфа, Бертольд I Рейфельденский, провозгласивший себя герцогом Швабии, и зять, Бертольд II Церинген.
6 августа 1081 года противники Генриха IV выбрали нового антикороля — Германа Зальмского. Фридрих поддерживал императора в его борьбе против антикороля, однако после гибели в 1083 году Оттона Нортхеймского, одного из лидера мятежных князей, влияние Германа Зальмского сильно ослабло. В результате Фридрих смог сосредоточиться на том, чтобы получить контроль над Швабией, где его преследовали неудачи, однако никто из противников не смог добиться преимущества. Под контролем Фридриха была Северная Швабия, Южную Швабию контролировал Бертольд I Рейфельденский, а после его смерти в 1089 году — Бертольд II Церинген, также провозгласивший себя герцогом. На Восточную Швабию претендовал Вельф IV. Существенную поддержку Фридриху оказывал его брат Оттон, ставший в 1092 году епископом Страсбурга.
Мир в Швабии наступил только в 1098 году. По договору герцогство Швабия оказалось разделено на 3 части. Бертольд II Церинген получил Брайсгау и имперское фогство Цюрих, сохранив при этом титул герцога, поэтому его владения стали называться герцогство Церинген. Восточная часть отошла к Вельфу IV, ставшему к тому моменту герцогом Баварии. Герцогом Швабии оставался Фридрих I, однако ему досталась только северная часть бывшего герцогства.
После заключения мира Фридрих сосредоточился на расширении своей власти в Швабии. На горе, где был построен замок Штауфен, он основал монастырь Лорх.
В разгоревшейся в 1104 году борьбе императора Генриха IV против сына, будущего императора Генриха V, Фридрих принял сторону императора, однако никаких активных действий не предпринимал. Он умер 4 июня 1105 года. Швабию наследовал его старший сын Фридрих II, а вдова Фридриха I, Агнес, в следующем году была выдана своим братом замуж вторично — за маркграфа Австрии Леопольда III.

## Брак и дети
1-я жена: Беатрис (Матильда). Детей от этого брака не было.
2-я жена: с ок. 1086/1087 Агнес фон Вайблинген (ок. 1072/1073 — 24 сентября 1143), дочь императора Генриха IV и Берты Савойской. Дети:
- Хейлика (ум. после 1110); муж: с 1101/1102 Фридрих III фон Петтендорф (ум. 3 апреля 1119), граф фон Ленгенфельд
- Бертрада (Берта); муж: Адальберт фон Эльхинген, граф фон Эльхинген и фон Ирренберг
- Фридрих II Одноглазый (1090 — 4 или 6 апреля 1147), герцог Швабии с 1105
- Хильдегарда
- Конрад III (1093 — 15 февраля 1152), герцог Франконии 1116/1120, антикороль Германии 1127—1135, король Германии с 1138
- Гизела (Гизельхильдис)
- Генрих (ум. до 1102)
- Беатрис (ум. после 1147), монахиня в Мишельштейне в 1146
- Кунигунда (Куницца); муж: Генрих, герцог
- София; муж: Адальберт, граф
- Гертруда (ум. после 1182), с 1157 монахиня под именем Фидес; муж: с ок. 1127 Герман III фон Шталек (ум. 2 октября 1156), граф фон Шталек, пфальцграф Рейнский с 1142
- Рихильда (ок. 1100 — ?); муж: с после 1117 Гуго (ок. 1090 — ок. 1160), граф де Руси